# Giuseppe Maria Velzi
Giuseppe Maria Velzi (né le 8 mars 1767 à Côme et mort le 23 novembre 1836 à Montefiascone) est un cardinal italien du XIXe siècle. Il est membre de l'ordre des dominicains.

## Biographie
Velzi exerce des fonctions au sein de la Curie romaine, notamment auprès de la Congrégation de l'Index et comme maître du palais apostolique. Le pape Grégoire XVI le crée cardinal lors du consistoire du 2 juillet 1832. Velzi est élu évêque de Montefiascone et Corneto en 1832.

### Sources
- Fiche du cardinal Velzi sur le site de la FIU